# Coupe de France féminine de football 2011-2012
Navigation
Édition précédente Édition suivante
La Coupe de France féminine de football 2011-2012 est la 11e édition de la Coupe de France féminine.
Il s'agit d'une compétition à élimination directe ouverte à tous les clubs de football français ayant une équipe féminine, organisée par la Fédération française de football (FFF) et ses ligues régionales.
La finale a lieu le dimanche 13 mai 2012 au stade Jacques-Rimbault à Bourges, et voit la victoire de l'Olympique lyonnais sur le Montpellier HSC sur le score de deux buts à un.

## Calendrier de la compétition

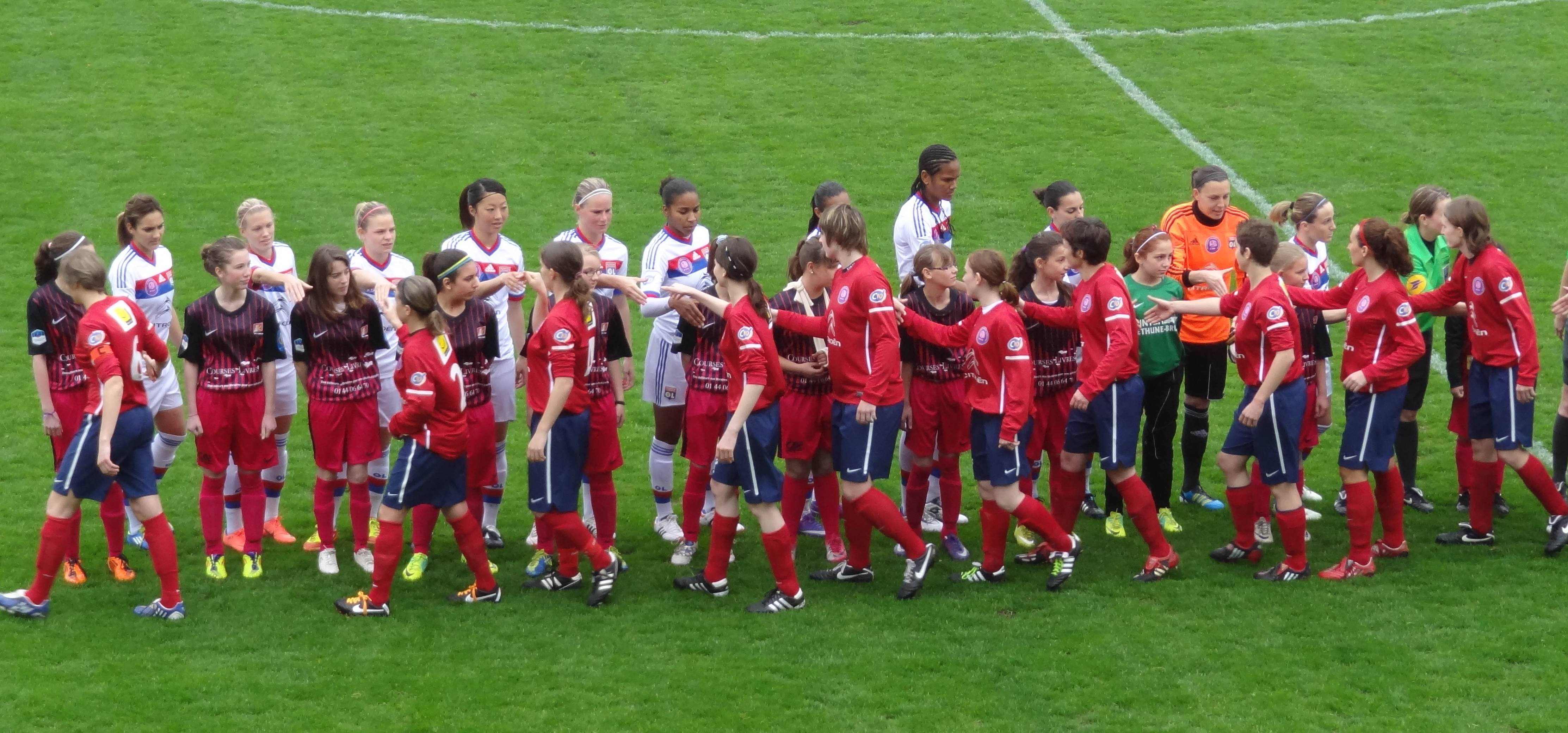
Le Arras FCF opposé à l'Olympique lyonnais en demi-finale.

| Tour                                                      | Nom                        | Dates retenues   | Équipes participantes | Équipes restantes |
| Phase régionale                                           | Phase régionale            | Phase régionale  | Phase régionale       | Phase régionale   |
| --------------------------------------------------------- | -------------------------- | ---------------- | --------------------- | ----------------- |
| 1 à 3                                                     | Tours régionaux            | Selon les ligues | 397                   | 136               |
| 4                                                         | Finales régionales         | 11 décembre 2011 | 136                   | 68                |
| Phase fédérale (entrée en lice des équipes de Division 2) |                            |                  |                       |                   |
| 5                                                         | 1er tour                   | 8 janvier 2012   | 104                   | 52                |
| Phase finale (entrée en lice des équipes de Division 1)   |                            |                  |                       |                   |
| 6                                                         | Trente-deuxièmes de finale | 29 janvier 2012  | 64                    | 32                |
| 7                                                         | Seizièmes de finale        | 19 février 2012  | 32                    | 16                |
| 8                                                         | Huitièmes de finale        | 11 mars 2012     | 16                    | 8                 |
| 9                                                         | Quarts de finale           | 8 avril 2012     | 8                     | 4                 |
| 10                                                        | Demi-finales               | 29 avril 2012    | 4                     | 2                 |
| 11                                                        | Finale                     | 12 mai 2012      | 2                     | 1                 |

## Premier tour fédéral
Le premier tour fédéral est marqué par l'entrée en lice des 36 clubs de deuxième division qui rejoignent les 51 clubs de division de ligues et les quatre petits poucets qui évoluent en district, l'US Cannes-Bocca, le Dommartin Tour AFC, l'ASIM Illzach Modenheim et le SC Sarrancolin, déjà qualifiés pour ce tour de la compétition.
Les rencontres ont lieu le dimanche 8 janvier 2012 à l'exception du match SC Abbeville-FC Rouen et du match RC Saint-Denis-FC La Rochette Vaux le Pénil qui ont lieu une semaine plus tard et qui sont marqués par les performances de l'Étoile d'Aubune et du FC Lorient, clubs de division d'honneur, qui éliminent respectivement l'AS Véore-Montoison et le CPBB Rennes, pensionnaires de division 2.
| Date       | Club (division)                                        | Score           | Club (division)                                             |
| ---------- | ------------------------------------------------------ | --------------- | ----------------------------------------------------------- |
| 15/01/2012 | SC Abbeville (Division d'Honneur)                      | 1-1 (Tab)       | FC Rouen (Division 2)                                       |
| 08/01/2012 | Amiens Montières (Division 2)                          | 0-1             | FCF Condéen (Division 2)                                    |
| 08/01/2012 | Argenteuil FC (Promotion d'Honneur)                    | 2-7             | ES Cormelles-le-Royal (Division 2)                          |
| 08/01/2012 | FCE Arlac (Division d'Honneur)                         | 9-0             | FC Ally Mauriac (Division d'Honneur)                        |
| 08/01/2012 | FC Athis Mons (Promotion d'Honneur)                    | 1-0             | US Pont de l'Arche (Division d'Honneur)                     |
| 08/01/2012 | Étoile d'Aubune (Division d'Honneur)                   | 1-0             | US Véore (Division 2)                                       |
| 08/01/2012 | US Blanzynoise (Division 2)                            | 1-2             | Le Puy Foot (Division 2)                                    |
| 08/01/2012 | Bourges Football (Division d'Honneur)                  | 2-1             | VGA Saint-Maur (Division d'Honneur)                         |
| 08/01/2012 | FC Bergot (Division d'Honneur)                         | 0-4             | Saint-Herblain OC (Division 2)                              |
| 08/01/2012 | Caluire FF 1968 (Division d'Honneur)                   | 1-4             | ES Arpajonnaise (Division 2)                                |
| 08/01/2012 | US Cannes-Bocca (District)                             | 0-4             | US Villeneuve-lès-Maguelone (Division d'Honneur)            |
| 08/01/2012 | CS Changé (Promotion d'Honneur)                        | 0-4             | Tours FC (Division 2)                                       |
| 08/01/2012 | Colombes FC (Division d'Honneur)                       | 1-7             | FC Woippy (Division d'Honneur)                              |
| 08/01/2012 | US Compiègne (Division 2)                              | 3-3 (Tab : 4-2) | FF Issy (Division 2)                                        |
| 08/01/2012 | CF Couffé (Promotion d'Honneur)                        | 2-1             | Ploërmel FC (Division d'Honneur)                            |
| 08/01/2012 | SC Cruas (Division d'Honneur Régionale)                | 0-2             | AS Saint-Christol lez Alès (Division d'Honneur)             |
| 08/01/2012 | Dommartin Tour AFC (District)                          | 0-0 (Tab : 4-5) | RCF Mâcon (Division 2)                                      |
| 08/01/2012 | ASSF Épinal (Division d'Honneur)                       | 0-2             | Dijon FCO (Division 2)                                      |
| 15/01/2012 | RC Saint-Denis (Division d'Honneur)                    | 0-2             | FC La Rochette Vaux le Pénil (Division d'Honneur Régionale) |
| 08/01/2012 | FC flérien (Division d'Honneur)                        | 0-4             | ESM Gonfreville (Division 2)                                |
| 08/01/2012 | ASIM Illzach Modenheim (District)                      | 1-6             | US Saint-Vit (Promotion d'Honneur)                          |
| 08/01/2012 | Union Jurançonnaise (Division d'Honneur)               | 1-2             | ES Blanquefortaise (Division 2)                             |
| 08/01/2012 | ESOFV La Roche-sur-Yon (Division 2)                    | 4-1             | CBOSL Football (Division 2)                                 |
| 08/01/2012 | SC Lafrançaise (Promotion d'Honneur)                   | 4-1             | SC Sarrancolin (District)                                   |
| 08/01/2012 | FC Lorient (Division d'Honneur)                        | 3-0             | CPBB Rennes (Division 2)                                    |
| 08/01/2012 | Lumbres Olympique (Promotion d'Honneur)                | 1-3             | FC Templemars (Division d'Honneur)                          |
| 08/01/2012 | FAF Marseille (Division d'Honneur)                     | 1-2             | Nîmes Métropole Gard (Division 2)                           |
| 08/01/2012 | FCF Monteux (Division 2)                               | 2-0             | Claix Football (Division 2)                                 |
| 08/01/2012 | AS Montmerle (Division d'Honneur)                      | 1-5             | AS La Sanne (Division d'Honneur)                            |
| 08/01/2012 | AS Museau (Division d'Honneur)                         | 0-7             | AS Châtenoy-le-Royal (Division 2)                           |
| 08/01/2012 | CS Naintré (Division d'Honneur Régionale)              | 1-2             | FC Drouais (Division d'Honneur)                             |
| 08/01/2012 | AS Nancy-Lorraine (Division d'Honneur)                 | 1-4             | Herblay FAS (Division 2)                                    |
| 08/01/2012 | US Orléans (Division d'Honneur)                        | 0-3             | Le Mans FC (Division 2)                                     |
| 08/01/2012 | CA Paris (Division d'Honneur)                          | 2-2 (Tab : 0-3) | COM Bagneux (Division 2)                                    |
| 08/01/2012 | ES 16e Paris (Division d'Honneur)                      | 0-6             | Corne USC (Division 2)                                      |
| 08/01/2012 | AS Plédéliac (Promotion d'Honneur)                     | 3-2             | Quimper Kerfeunteun FC (Division d'Honneur)                 |
| 08/01/2012 | ESTC Poitiers (Division 2)                             | 4-2             | AS Montigny (Division 2)                                    |
| 08/01/2012 | FC Rossfeld (Division d'Honneur)                       | 0-5             | CS Mars Bischheim (Division 2)                              |
| 08/01/2012 | US Rouvroy (Division d'Honneur)                        | 6-0             | Leers omnisports (Division d'Honneur)                       |
| 08/01/2012 | FC Sablé sur Sarthe (Promotion d'Honneur)              | 0-2             | Saint Georges de Montaigu FC (Division d'Honneur)           |
| 08/01/2012 | Saessolsheim US (Excellence Régionale)                 | 0-4             | AS Algrange (Division 2)                                    |
| 08/01/2012 | Plaine Revermont Football (Division d'Honneur)         | 1-6             | CS Nivolas-Vermelle (Division d'Honneur)                    |
| 08/01/2012 | AS Saint-Martin en Haut (Division d'Honneur Régionale) | 0-0 (Tab : 3-0) | Aulnat Sportif (Division d'Honneur)                         |
| 08/01/2012 | AS Saint-Quentin (Division d'Honneur)                  | 14-0            | Dijon Université (Division d'Honneur)                       |
| 08/01/2012 | AS Sainte-Christie/Preignan (Division d'Honneur)       | 2-4             | ES Saint-Simon (Division 2)                                 |
| 08/01/2012 | Olympique de Saumur (Promotion d'Honneur)              | 0-2             | FC Domont (Division d'Honneur)                              |
| 08/01/2012 | SC Thiberville (Division d'Honneur)                    | 1-1 (Tab : 4-5) | US Gravelines (Division 2)                                  |
| 08/01/2012 | Toulouse FC (Division 2)                               | 4-1             | ASPTT Albi (Division 2)                                     |
| 08/01/2012 | ES Troyes AC (Division d'Honneur)                      | 0-2             | Arras FCF (Division 2)                                      |
| 08/01/2012 | AS Vabres l'Abbaye (Promotion d'Honneur)               | 0-4             | Montpellier ASPTT (Division d'Honneur)                      |
| 08/01/2012 | Varetz AC (Division d'Honneur Régionale)               | 2-9             | Limoges LF (Division d'Honneur)                             |
| 08/01/2012 | ASCA Wittelsheim (Excellence Régionale)                | 0-2             | Besançon RC (Division d'Honneur)                            |

## Trente-deuxièmes de finale
Les trente-deuxièmes de finale sont marqués par l'entrée en lice des 12 clubs de la première division qui rejoignent les 27 clubs de deuxième division, les 20 clubs de division honneur et 5 équipe de division inférieure, déjà qualifiés pour ce tour de la compétition.
Les rencontres ont lieu le dimanche 29 janvier 2012, à l'exception du match EA Guingamp-Paris SG qui se joue la veille, et sont marquées par la performance du FC Domont, club de division d'honneur, qui élimine l'AS Algrange, pensionnaire de division 2.
| Date       | Club (division)                                             | Score           | Club (division)                                  |
| ---------- | ----------------------------------------------------------- | --------------- | ------------------------------------------------ |
| 29/01/2012 | ES Arpajonnaise (Division 2)                                | 1-0             | Dijon FCO (Division 2)                           |
| 29/01/2012 | FC Athis Mons (Promotion d'Honneur)                         | 0-3             | US Gravelines (Division 2)                       |
| 29/01/2012 | Étoile d'Aubune (Division d'Honneur)                        | 0-0 (Tab : 5-6) | ES Saint-Simon (Division 2)                      |
| 29/01/2012 | COM Bagneux (Division 2)                                    | 1-2             | ES Cormelles-le-Royal (Division 2)               |
| 29/01/2012 | CS Mars Bischheim (Division 2)                              | 1-2             | Arras FCF (Division 2)                           |
| 29/01/2012 | ES Blanquefortaise (Division 2)                             | 4-1             | Tours FC (Division 2)                            |
| 29/01/2012 | AS Châtenoy-le-Royal (Division 2)                           | 1-2             | RCF Mâcon (Division 2)                           |
| 29/01/2012 | FCF Condéen (Division 2)                                    | 2-0             | FC Rouen (Division 2)                            |
| 29/01/2012 | Corne USC (Division 2)                                      | 1-1 (Tab : 6-5) | ESTC Poitiers (Division 2)                       |
| 29/01/2012 | CF Couffé (Promotion d'Honneur)                             | 2-1             | Limoges LF (Division d'Honneur)                  |
| 29/01/2012 | FC Domont (Division d'Honneur)                              | 0-0 (Tab : 4-2) | AS Algrange (Division 2)                         |
| 29/01/2012 | FC Drouais (Division d'Honneur)                             | 0-20            | Le Mans FC (Division 2)                          |
| 28/01/2012 | EA Guingamp (Division 1)                                    | 0-1             | Paris SG (Division 1)                            |
| 29/01/2012 | FC La Rochette Vaux le Pénil (Division d'Honneur Régionale) | 1-4             | ESM Gonfreville (Division 2)                     |
| 29/01/2012 | SC Lafrançaise (Promotion d'Honneur)                        | 1-4             | US Villeneuve-lès-Maguelone (Division d'Honneur) |
| 29/01/2012 | Le Puy Foot (Division 2)                                    | 0-2             | AS Saint-Étienne (Division 1)                    |
| 29/01/2012 | Olympique lyonnais (Division 1)                             | 6-0             | FF Yzeure (Division 1)                           |
| 29/01/2012 | FCF Monteux (Division 2)                                    | 0-0 (Tab : 3-4) | Toulouse FC (Division 2)                         |
| 29/01/2012 | AS muretaine (Division 1)                                   | 2-2 (Tab : 3-4) | Rodez AF (Division 1)                            |
| 29/01/2012 | CS Nivolas-Vermelle (Division d'Honneur)                    | 2-0             | Besançon RC (Division d'Honneur)                 |
| 29/01/2012 | Nîmes Métropole Gard (Division 2)                           | 1-2             | Montpellier HSC (Division 1)                     |
| 29/01/2012 | AS Plédéliac (Promotion d'Honneur)                          | 1-7             | FC Lorient (Division d'Honneur)                  |
| 29/01/2012 | US Rouvroy (Division d'Honneur)                             | 0-5             | Herblay FAS (Division 2)                         |
| 29/01/2012 | AS Saint-Christol lez Alès (Division d'Honneur)             | 1-1 (Tab : 3-1) | Montpellier ASPTT (Division d'Honneur)           |
| 29/01/2012 | Saint Georges de Montaigu FC (Division d'Honneur)           | 1-1 (Tab : 5-4) | FCE Arlac (Division d'Honneur)                   |
| 29/01/2012 | Saint-Herblain OC (Division 2)                              | 0-7             | FCF Juvisy (Division 1)                          |
| 29/01/2012 | AS Saint-Martin en Haut (Division d'Honneur Régionale)      | 2-3             | Bourges Football (Division d'Honneur)            |
| 29/01/2012 | US Saint-Vit (Promotion d'Honneur)                          | 0-2             | AS La Sanne (Division d'Honneur)                 |
| 29/01/2012 | ASJ Soyaux (Division 1)                                     | 2-2 (Tab : 2-3) | ESOFV La Roche-sur-Yon (Division 2)              |
| 29/01/2012 | FC Templemars (Division d'Honneur)                          | 1-1 (Tab : 1-3) | US Compiègne (Division 2)                        |
| 29/01/2012 | FC Vendenheim (Division 1)                                  | 1-3             | FCF Hénin-Beaumont (Division 1)                  |
| 29/01/2012 | FC Woippy (Division d'Honneur)                              | 5-1             | AS Saint-Quentin (Division d'Honneur)            |

## Seizièmes de finale
Lors des seizièmes de finale il ne reste plus que 7 équipes de première division accompagnés de 15 clubs de deuxième division, de 9 clubs de division d'honneur et du petit poucet qui évoluent en promotion d'Honneur, le CF Couffé.
Les rencontres ont lieu le dimanche 19 février 2012 à l'exception du match FCF Hénin-Beaumont-FCF Juvisy et du match AS Saint-Étienne-Olympique lyonnais qui se jouent trois jours plus tard. Ces seizièmes sont marquées par la performance du FC Woippy, club de division d'honneur, qui élimine l'ESM Gonfreville, pensionnaire de division 2.
| Date       | Club (division)                                   | Score           | Club (division)                       |
| ---------- | ------------------------------------------------- | --------------- | ------------------------------------- |
| 19/02/2012 | ES Arpajonnaise (Division 2)                      | 1-2             | ES Blanquefortaise (Division 2)       |
| 19/02/2012 | CF Couffé (Promotion d'Honneur)                   | 1-2             | FCF Condéen (Division 2)              |
| 19/02/2012 | FC Domont (Division d'Honneur)                    | 1-7             | Arras FCF (Division 2)                |
| 19/02/2012 | US Gravelines (Division 2)                        | 4-3             | ES Cormelles-le-Royal (Division 2)    |
| 19/02/2012 | Herblay FAS (Division 2)                          | 2-4             | US Compiègne (Division 2)             |
| 22/02/2012 | FCF Hénin-Beaumont (Division 1)                   | 1-3             | FCF Juvisy (Division 1)               |
| 19/02/2012 | ESOFV La Roche-sur-Yon (Division 2)               | 3-0             | Corne USC (Division 2)                |
| 19/02/2012 | AS La Sanne (Division d'Honneur)                  | 1-0             | Bourges Football (Division d'Honneur) |
| 19/02/2012 | FC Lorient (Division d'Honneur)                   | 1-2             | Le Mans FC (Division 2)               |
| 19/02/2012 | CS Nivolas-Vermelle (Division d'Honneur)          | 3-0             | RCF Mâcon (Division 2)                |
| 19/02/2012 | AS Saint-Christol lez Alès (Division d'Honneur)   | 0-6             | Toulouse FC (Division 2)              |
| 22/02/2012 | AS Saint-Étienne (Division 1)                     | 0-4             | Olympique lyonnais (Division 1)       |
| 18/02/2012 | Saint Georges de Montaigu FC (Division d'Honneur) | 0-15            | Paris SG (Division 1)                 |
| 19/02/2012 | ES Saint-Simon (Division 2)                       | 0-5             | Montpellier HSC (Division 1)          |
| 19/02/2012 | US Villeneuve-lès-Maguelone (Division d'Honneur)  | 0-1             | Rodez AF (Division 1)                 |
| 19/02/2012 | FC Woippy (Division d'Honneur)                    | 3-3 (Tab : 5-4) | ESM Gonfreville (Division 2)          |

## Huitièmes de finale
Lors des huitièmes de finale il ne reste plus que 5 équipes de première division accompagnés de 8 clubs de deuxième division et de 3 clubs de division d'honneur.
Les rencontres ont lieu le week-end du 11 mars 2012 et sont marquées par le derby entre le FCF Juvisy et le Paris SG qui va tourner à l'avantage des visiteuses lors de la séance de tirs au but.
| Date       | Club (division)                          | Score           | Club (division)                     |
| ---------- | ---------------------------------------- | --------------- | ----------------------------------- |
| 11/03/2012 | Toulouse FC (Division 2)                 | 1-0             | ES Blanquefortaise (Division 2)     |
| 11/03/2012 | Arras FCF (Division 2)                   | 3-0             | FCF Condéen (Division 2)            |
| 11/03/2012 | Le Mans FC (Division 2)                  | 1-1 (Tab : 1-3) | US Gravelines (Division 2)          |
| 11/03/2012 | FC Woippy (Division d'Honneur)           | 1-1 (Tab : 2-4) | US Compiègne (Division 2)           |
| 10/03/2012 | FCF Juvisy (Division 1)                  | 0-0 (Tab : 3-4) | Paris SG (Division 1)               |
| 11/03/2012 | CS Nivolas-Vermelle (Division d'Honneur) | 0-2             | ESOFV La Roche-sur-Yon (Division 2) |
| 11/03/2012 | AS La Sanne (Division d'Honneur)         | 0-7             | Olympique lyonnais (Division 1)     |
| 11/03/2012 | Montpellier HSC (Division 1)             | 0-0 (Tab : 4-2) | Rodez AF (Division 1)               |

## Quarts de finale
Lors des quarts de finale il ne reste plus que 3 équipes de première division et 5 clubs de deuxième division.
Mis à part le FCF Juvisy, éliminé lors du tour précédent, les trois autres favoris pour la victoire finale sont présents. Il s'agit de l'Olympique lyonnais, du Paris SG et du Montpellier HSC.
Le tirage au sort est effectué le mercredi 21 mars 2012 et a pour but de désigner également les rencontres des demi-finales.
Les rencontres ont lieu le dimanche 8 avril 2012 et voient la qualification des trois favoris ainsi que de la surprenante équipe du Arras FCF qui sera l'ultime représentant de la deuxième division lors du tour suivant.
| Date       | Club (division)                     | Score | Club (division)            |
| ---------- | ----------------------------------- | ----- | -------------------------- |
| 08/04/2012 | Olympique lyonnais (Division 1)     | 11-1  | US Compiègne (Division 2)  |
| 08/04/2012 | Paris SG (Division 1)               | 7-0   | US Gravelines (Division 2) |
| 08/04/2012 | ESOFV La Roche-sur-Yon (Division 2) | 2-3   | Arras FCF (Division 2)     |
| 08/04/2012 | Montpellier HSC (Division 1)        | 5-1   | Toulouse FC (Division 2)   |

## Demi-finales
Le tirage au sort a été effectué en même temps que celui des quarts de finale, le mercredi 21 mars 2012 pour des matchs qui se déroulent le samedi 28 avril 2012 et le 1er mai 2012. Outre la large victoire de l'Olympique lyonnais, ces demi-finales sont marquées par la victoire au stade Georges-Lefèvre du Montpellier HSC face au Paris SG qui l'avait battu en finale deux ans auparavant.
| Date       | Club (division)        | Score | Club (division)                 |
| ---------- | ---------------------- | ----- | ------------------------------- |
| 28/04/2012 | Arras FCF (Division 2) | 0-8   | Olympique lyonnais (Division 1) |
| 01/05/2012 | Paris SG (Division 1)  | 0-1   | Montpellier HSC (Division 1)    |

## Finale
La finale oppose deux clubs de première division, le Montpellier HSC et l'Olympique lyonnais, vainqueur tous deux à trois reprises de la compétition. Il faut noter que depuis la création de cette dernière, un de ces deux clubs était présent en finale, avec notamment trois oppositions directes en 2003, en 2006 et en 2007 avec un avantage de deux victoires à une pour le Montpellier HSC.
| 13 mai 2012 | Olympique lyonnais                    | 2-1   | Montpellier HSC    | Stade Jacques-Rimbault, Bourges |                            |
|             | 1re Lotta Schelin · 13e Lotta Schelin | (2-0) | 76e Marine Pervier | Arbitrage : Élodie Coppola      | Arbitrage : Élodie Coppola |
|             | Rapport                               |       |                    | Arbitrage : Élodie Coppola      | Arbitrage : Élodie Coppola |

| G               | 1  | Sarah Bouhaddi     |  |     |
| D               | 2  | Corinne Petit      |  |     |
| D               | 3  | Wendie Renard      |  |     |
| D               | 4  | Sabrina Viguier    |  |     |
| D               | 5  | Sonia Bompastor    |  |     |
| M               | 6  | Amandine Henry     |  |     |
| M               | 10 | Camille Abily      |  | 61e |
| M               | 11 | Shirley Cruz Traña |  |     |
| A               | 7  | Elodie Thomis      |  | 75e |
| A               | 8  | Lotta Schelin      |  |     |
| A               | 9  | Lara Dickenmann    |  | 51e |
| Remplacements : |    |                    |  |     |
| A               | 12 | Eugénie Le Sommer  |  | 51e |
| A               | 13 | Rosana             |  | 75e |
| M               | 14 | Louisa Necib       |  | 61e |
|                 | 16 | Céline Deville     |  |     |
|                 | 15 | Laura Georges      |  |     |
| Entraîneur :    |    |                    |  |     |
| Patrice Lair    |    |                    |  |     |

| G               | 1  | Laëtitia Philippe    |  |         |
| D               | 3  | Kelly Gadea          |  |         |
| D               | 4  | Marion Torrent       |  |         |
| D               | 6  | Ophélie Meilleroux   |  |         |
| D               | 9  | Aya Sameshima        |  |         |
| M               | 7  | Rumi Utsugi          |  |         |
| M               | 9  | Stéphanie De Revière |  | 90e     |
| M               | 10 | Melissa Plaza        |  | 54e     |
| M               | 11 | Ludivine Diguelman   |  | 69e     |
| A               | 2  | Marie-Laure Delie    |  |         |
| A               | 7  | Hoda Lattaf          |  |         |
| Remplacements : |    |                      |  |         |
| M               | 11 | Viviane Asseyi       |  | 54e 87e |
| A               | 2  | Marine Pervier       |  | 69e     |
| A               | 7  | Charlotte Bilbault   |  | 90e     |
| M               | 13 | Nora Hamou Maamar    |  |         |
|                 | 16 | Solène Durand        |  |         |
| Entraîneur :    |    |                      |  |         |
| Sarah M'Barek   |    |                      |  |         |